# Пирс, Кимберли
Ки́мберли Эйн Пирс (англ. Kimberly Ane Peirce; 8 сентября 1967, Гаррисберг, Пенсильвания, США) — американский кинорежиссёр

, сценаристка, кинопродюсер и монтажёр. Наиболее известна своим дебютным художественным фильмом «Парни не плачут» (1999).

## Биография
Кимберли Эйн Пирс родилась 8 сентября 1967 года в Гаррисберге (штат Пенсильвания, США) в семье Роберта Эй и Шерри Пирс (в девичестве Матерацци), которые владели строительной компанией. Когда Кимберли было 3 года, её семья переехала в Нью-Йорк, а в 11 лет — в Майами, штат Флорида, где она окончила Среднюю школу Майами Сансет.
Пирс — открытая лесбиянка. Состоит в фактическом браке с социологом, профессором женских и гендерных исследований и кандидатом наук Эврен Савчи.

## Избранная фильмография
- 1999 — «Парни не плачут» / Boys Don’t Cry
- 2006 — «Секс в другом городе» / The L Word
- 2008 — «Война по принуждению» / Stop-Loss
- 2013 — «Телекинез» / Carrie
- 2015 — «Манхэттен» / Manhattan
- 2015 — 2016 — «Остановись и гори» / Halt and Catch Fire
- 2016 — «Американское преступление» / American Crime
- 2017 — «Шесть» / Six
- 2019 — «Шучу» / Kidding